# Prymnesiovirus
Prymnesiovirus ist eine Virengattung aus der Familie der Phycodnaviridae mit begeißelte Algen als natürlichen Wirten. Die Gattung ist mit Stand Juli 2017 vom International Committee on Taxonomy of Viruses (ICTV) offiziell registriert, und zwar mit nur einer einzigen Art Prymnesiovirus brevifilum mit dem Chrysochromulina brevifilum virus PW1 (CbV-PW1).
CbV-PW1 infiziert zwei Arten des marinen Phytoplanktons, Haptolina brevifila alias Chrysochromulina brevifilum (Edvardsen et al., 2011), und C. strobilus, die zu den Prymnesiophyceae (Haptophyta) gehören. Die Algengattung Chrysochromulina (bzw. Haptolina) der Wirte von CbV-PW1 ist eine besonders wichtige Gattung, da sie mehr als 50 % der photosynthetischen Zellen des Nanoplanktons im Ozean umfassen kann.

## Aufbau
Die Viruspartikel (Virionen) der Gattung Prymnesiovirus sind behüllt und haben abgerundete ikosaedrische Geometrie mit T=169-Symmetrie, der Durchmesser liegt bei 100–170 nm, bei „Phaeocystis globosa virus 1“ (PgV-01T) sind es 106 nm. Das Genom ist unsegmentiert und linear mit einer Länge von etwa 120 bis 485 kb.

## Replikationszyklus
Die Virionen gelangen über Zellrezeptor-Endozytose (englisch cell receptor endocytosis) in die Wirtszelle.
Die virale Replikation ist nukleozytoplasmatisch und folgt dem DNA-Strang-Verdrängungsmodell (englisch DNA strand displacement model).
Die Methode der Transkription ist DNA-gestützt (englisch DNA-templated transcription).
Suttle und Chan isolierten als erste 1995 Viren, die Prymnesiophyten oder Haptophyten infizieren.
In dieser Studie wurden ultradünne Abschnitte von Viruspartikeln in Chyrsochromulina brevifilum präpariert und unter Verwendung von Transmissionselektronenmikroskopie (TME) betrachtet.
Elektronenmikroskopische Aufnahmen im Frühstadium der Infektion legen nahe, dass die Virusreplikation im Zytoplasma innerhalb eines Viroplasmas stattfindet (Ein Viroplasma ist ein lokalisierter Bereich im Zytoplasma oder um den Zellkern herum, der als „virale Replikationsfabrik“ oder Virusfabrik dient).
Das Viroplasma enthält Bestandteile wie Virusgene, Wirtsproteine und Ribosomen, die für die Replikation erforderlich sind.
Virosomen sind oft von einer Membran umgeben, im Fall von CbV-PW1 wurde festgestellt, dass diese Membran aus einer fibrillären Matrix bestand.
Das Virus verlässt die Wirtszelle durch Lyse vermöge lytischer Phospholipide.
Nach Aufbrechen der Organellen und Lyse der Wirtszellmembran werden die Virionen aus den infizierten Zellen freigesetzt. Suttle und Chan zählten 1995 mehr als 320 Viruspartikel in einer ultradünnen Sektion einer infizierten Zelle. Schätzungen für diese Burst-Größen reichen von insgesamt 320 bis 600 Viruspartikel pro Zelle. Der Übertragungsweg ist passive Diffusion.

## Systematik
Nach ICTV (Stand 30. April 2024, Master Species List #39 v1):
Gattung Prymnesiovirus
- Spezies Prymnesiovirus brevifilum (ehem. Typusspezies) mit Chrysochromulina brevifilum virus PW1 (CbV-PW1)[10]

Das National Center for Biotechnology Information (NCBI) listet darüber hinaus noch folgende bisher nicht klassifizierte mutmaßliche Spezies dieser Gattung:
- Spezies „Chrysochromulina brevifilum virus PW3“ (CbV-PW3)[12]
- Spezies „Chrysochromulina parva virus BQ1“ (CpV-BQ1)[13][4][A. 1]
- Spezies „Prymnesium parvum DNA virus BW1“ (PpDNAV-BW1) – siehe Anmerkung[14][15]
- Spezies „Phaeocystis globosa virus“ [16]

Weitere Kandidaten nach dem 9. Report des ICTV waren:
- Spezies „Phaeocystis globosa virus 1“ (PgV-01T, T steht für Texel, Niederlande)[8]
- Spezies „Phaeocystis globosa virus 2“ (PgV-02T)
- Spezies „Phaeocystis globosa virus 3“ (PgV-03T)[10]
- Spezies „Phaeocystis globosa virus 4“ bis „11“ (PgV-04T bis PgV-11T)
- Spezies „Phaeocystis globosa virus 13“ (PgV-13T)
- Spezies „Phaeocystis globosa virus 15“ (PgV-15T)
- Spezies „Phaeocystis globosa virus 17“ (PgV-17T)
- Spezies „Phaeocystis globosa virus 18“ (PgV-18T)
- Spezies „Phaeocystis globosa virus 102“ (PgV-102P, P steht für Plymouth, Südwestengland)[17]

Weitere Kandidaten sind:
- Spezies „Phaeocystis pouchetii virus“ (PpV)[18][19]

Nach neueren Untersuchungen werden einige der früheren Kandidaten den Imitervirales und damit in die Nähe der Mimiviridae eingruppiert. Nach Claverie et al (2018) gilt dies insbesondere für PgV-16T, das definitiv einer anderen Virusgruppe angehört als PgV-01T, nach Abrahão et al. (2018) neben PgV-16T ebenso für PgV-12T und PgV-14T.
Verschoben zur Familie Mesomimiviridae der Ordnung Imitervirales wurden:
- Spezies Tethysvirus hollandense
  - Phaeocystis globosa virus 12T (PgV-12T, T steht für Texel, Niederlande) – siehe Anmerkung[21]
  - Phaeocystis globosa virus 14T (PgV-14T) – siehe Anmerkung[21]
  - Phaeocystis globosa virus 16T (PgV-16T) – siehe Anmerkung[8][21][22][14]
- Spezies Tethysvirus ontarioense
  - Chrysochromulina parva virus BQ2[23]
- Spezies Tethysvirus raunefjordenense
  - Chrysochromulina ericina virus 01 (CeV-01B, B steht für Bergen: Raunefjord)[20] alias Haptolina ericina virus 01 (HeV-01B)[24][25][19][26]

Verschoben zur Familie Schizomimiviridae derselben Ordnung wurden:
- Spezies Biavirus raunefjordenense
  - Prymnesium kappa virus (PkV) mit Isolaten RF01 und RF02 (PkV-RF01, PkV-RF02)[27][19][26]

## „Chrysochromulina parva virus BQ1“
Im Dezember 2015 berichteten Mirza et al., dass sie ein Chrysochromulina parva infizierendes Virus aus dem Ontariosee isoliert hatten. Die Virionen von CpV-BQ1 zeigten sich als ikosaedrisch mit einem Durchmesser von 145 nm, das Genom hatte eine Länge von 184 kBp (kilo-Basenpaaren). Seine DNA-Polymerase-Gene (polB) hatten Ähnlichkeit zu den Phycodnaviridae, aber sein Haupkapsidprotein (MCP) ähnelte mehr dem der Mimiviridae. Nur die Zugehörigkeit zur Virus-Supergruppe NCLDV (dem heutigen Phylum Nucleocytoviricota), und darin der Klasse Megaviricetes (von den Autoren noch mit dem Rang einer Ordnung Megavirales genannt) schien klar. Ein weiterer Fund CpV-BQ2 wurde im April 2023 vom ICTV der neuen Mimiviridae-verwandten Familie Mesomimiviridae zugeordnet, nicht jedoch CpV-BQ1.